# Bernhard von der Marwitz
Bernhard von der Marwitz (* 12. Februar 1824 in Frankfurt (Oder), Provinz Brandenburg; † 31. März 1880 auf Gut Friedersdorf, Landkreis Lebus, Provinz Brandenburg) war preußischer Landrat des Landkreises Lebus und Politiker.

## Familie

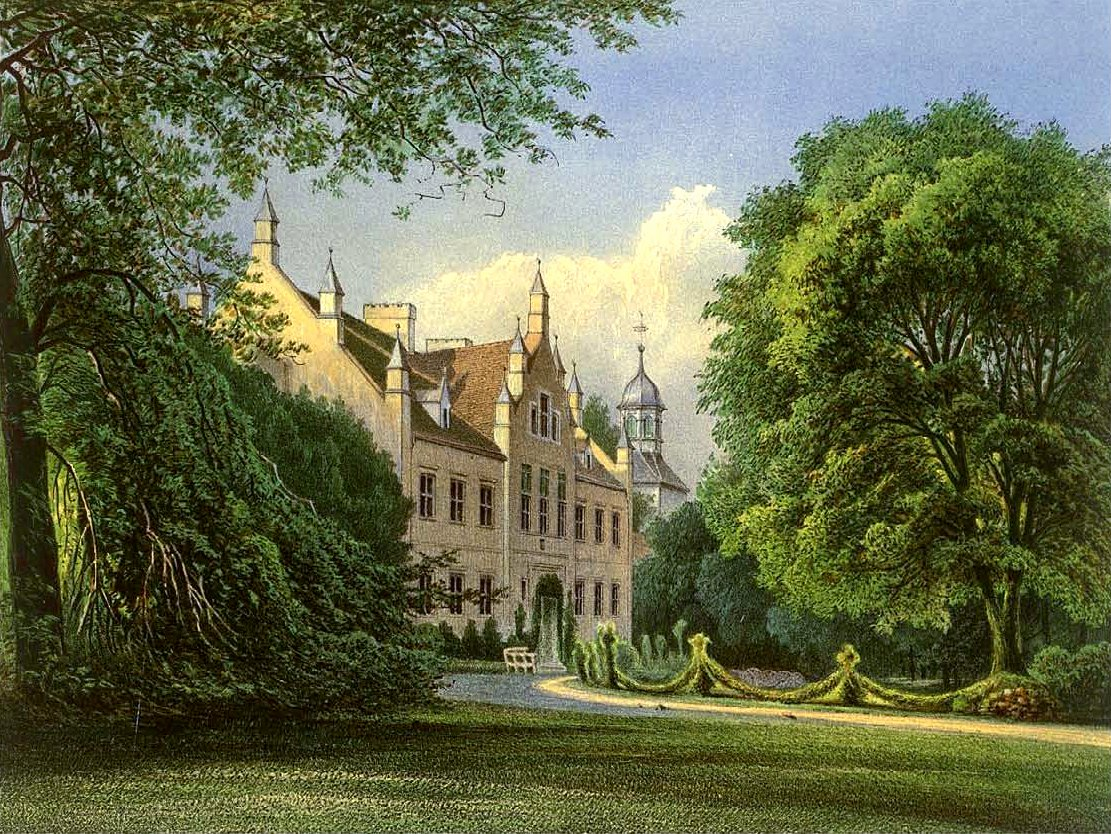
Schloss Friedersdorf um 1860, Sammlung Alexander Duncker

Er entstammte dem alten Adelsgeschlecht von der Marwitz aus der Neumark (Provinz Brandenburg) mit gleichnamigem Stammhaus bei Landsberg an der Warthe, 1259 erstmals urkundlich erwähnt, und war der jüngste Sohn des preußischen Generalleutnants Friedrich August Ludwig von der Marwitz (1777–1837) und dessen zweiter Ehefrau Charlotte Gräfin von Moltke (1780–1848).
Marwitz heiratete in erster Ehe am 26. April 1848 auf Gut Criewen Marie von Arnim (* 3. Dezember 1830 auf Gut Criewen; † 25. März 1853 auf Gut Friedersdorf), die Tochter des Oberstleutnants und Gutsbesitzers Otto von Arnim, Gutsherrn auf Criewen, und der Caroline Ballerstedt. Die Tochter des Paares Charlotte Marie Sybille (* 7. März 1849) heiratete 1873 Ludwig August Wilhelm von Minnigerode (* 19. Oktober 1844) den Bruder des Abgeordneten Wilhelm von Minnigerode.
In zweiter Ehe heiratete er am 8. Dezember 1858 auf Gut Kunersdorf bei Wriezen (Landkreis Märkisch-Oderland, Brandenburg) Marie Gräfin von Itzenplitz (* 24. Dezember 1833 in Stettin; † 16. Februar 1914 auf Gut Friedersdorf), die Tochter des Staatsministers Heinrich Graf von Itzenplitz (1799–1883) und der Luise Freiin von Sierstorpff (Haus Driburg). Aus der Ehe ist der Sohn Kaspar Heinrich (1865–1945, preußischer Landrat) hervorgegangen. Ebenfalls aus dieser Beziehung stammt die Tochter Hedwig, dritte Ehefrau des Autors Walther von Diest.

## Leben
Marwitz war königlich preußischer Rittmeister, Majoratsherr auf Friedersdorf und ab Februar 1860 Landrat des Landkreises Lebus. Er war Ehrenritter des Johanniterordens und Mitglied des Preußischen Herrenhauses. Erbe auf Friedersdorf wurde im Majorat der älteste Sohn aus der ersten Ehe, Major Albert von der Marwitz (1851–1900), liiert mit Eva von der Schulenburg (1865–1897). Albert gehörten auch das Gut Groß Kreutz mit Forst Hackenhausen westlich von Potsdam gelegen. Sein Erbe wiederum übernahm Rittmeister Bodo Gottfried von der Marwitz-Friedersdorf, der u. a. Ehrenkommendator des Johanniterordens wurde.